# یواس‌اس چندلر (دی‌دی‌جی-۹۹۶)
یواس‌اس چندلر (دی‌دی‌جی-۹۹۶) (به انگلیسی: USS Chandler (DDG-996)) یک کشتی بود که طول آن ۱۷۱٫۶ متر (۵۶۳ فوت) بود. این کشتی در سال ۱۹۸۰ ساخته شد. نادر مهدوی در سال ۱۳۶۶ در طی جنگ نفتکشها روی عرشه همین کشتی شکنجه شد و از دنیا رفت.